# Альварес дель Вайо, Хулио
Ху́лио А́льварес дель Ва́йо-и-Ольо́ки (исп. Julio Álvarez del Vayo y Olloqui; 9 февраля 1891, Вильявисиоса-де-Одон — 3 мая 1975, Женева) — испанский политик-социалист, журналист и писатель, публицист, дипломат.

## Биография
Изучал право в университетах Мадрида и Вальядолида, после получения докторской степени учился также в Лондонской школе экономики. Он вступил в ряды Испанской социалистической рабочей партии (ИСРП) в очень молодом возрасте и выступал против сотрудничества этой партии с диктаторским режимом Примо де Риверы (1923—1930). Он писал для газет La Nación в Аргентине, El Liberal и El Sol of Spain в Испании и The Guardian в Великобритании. Он посетил в качестве журналиста Соединённые Штаты, европейские фронты Первой мировой войны и Советский Союз. В 1930 году он участвовал в подготовке вооружённого восстания против монархии. Когда была провозглашена Вторая республика, он был назначен послом Испании в Мексике (1931—1933), затем в Советском Союзе (но фактически не смог занять этот пост), а позже был избран членом парламента. Он присоединился к революционному крылу ИСРП Ларго Кабальеро.
Во время Гражданской войны занимал ряд политических должностей на стороне республиканцев: был дважды министром иностранных дел, делегатом в Лиге Наций (1933—1934) и комиссаром и затем генералом армии. Он был председателем миротворческой комиссии, в задачу которой входило урегулирование спора между Боливией и Парагваем в 1933 году, когда началась Чакская война. Посетив СССР, опубликовал две книги, в которых изложил свои впечатления о стране. После того как Франко завоевал Каталонию и в то время как большинство республиканских лидеров решили остаться во Франции, он вернулся в зону, ещё контролируемую республиканцами, и участвовал в последних боях против франкистских войск. Он бежал на самолете в Моновар, Аликанте, незадолго до перемирия.
В 1940-х и 1950-х годах Альварес дель Вайо жил в изгнании в Мексике, США и Швейцарии. Он радикально изменил свою политическую позицию и был исключён из ИСРП. Он основал затем партию Unión Socialista Española, которая по своей платформе была близка Коммунистической партии Испании. В 1963 году после отказа от вооружённой борьбы коммунистической партией и ослабления активности испанских маки Альварес дель Вайо почувствовал необходимость создания прореспубликанского движения, которое вело бы вооружённую борьбу в Испании, и основал Испанский национальный фронт освобождения (FELN). Тем не менее, FELN как группировка осталась небольшой и её деятельность оставалась весьма ограниченной в связи с эффективностью и активностью сетей испанской полиции. Наконец, в 1971 году FELN Альвареса дель Вайо была интегрирована в революционный антифашистский патриотический фронт (FRAP). Альварес дель Вайо был выбран исполняющим обязанности президента FRAP в момент его смерти, которая произошла 3 мая 1975 года вследствие приступа сердечной недостаточности, случившегося 26 апреля.